# 橋本きんいち
橋本 きんいち（はしもと きんいち）は、漫画家。代表作に『宗志郎100万$ハート』など。

## 作品リスト
- 宗志郎100万$ハート（1984年-1985年、少年マガジンKC（講談社）刊。全2巻）
- ストリート天使（1986年、少年マガジンKC、全2巻）
- NON STOP!恭兵（1986年-1989年、少年マガジンKC、全11巻）
- FREEDOM（1990年、少年マガジンKC、全2巻）
- JOE（1991年、少年マガジンKC、全4巻）

| スタブアイコン | サブスタブ | この項目は、まだ閲覧者の調べものの参照としては役立たない、漫画家・漫画原作者に関連した書きかけの項目です。この項目を加筆・訂正などしてくださる協力者を求めています（P:漫画/PJ:漫画家）。 |